# Zophomyia gymnophthalma
Zophomyia gymnophthalma är en tvåvingeart som beskrevs av Macquart 1854. Zophomyia gymnophthalma ingår i släktet Zophomyia och familjen parasitflugor. Inga underarter finns listade i Catalogue of Life.